# عباس بن رجب البغدادي
عباس بن رجب البغدادي (؟ - بعد 1333ه‍) بلداني، شافعي، من أهل بغداد

## ترجمته
لم نعثر على ترجمة له في المراجع الحديثة، سوى عبارة كتبها عباس العزاوي في صدر مخطوطة كتاب نيل المراد
في أحوال العراق وبغداد التي كانت بحوزته ، وكانت مختصرة جدا، لم تزد على إيراد إسمه وإسم أبيه وجده ولقبه
وهي: عباس بن جواد بن رجب (أو رجيب) بن عبد الله البغدادي. اما سنة وفاته فلم نعثر عليها. ويبدوا من خلال مؤلفاته انه كان شاعراً أيضاً.

## آثاره
- نيل المراد في أحوال العراق وبغداد. بخط يده سنة 1333ه‍، محفوظة تحت رقم (95) في جامعة بغداد/ قسم مخطوطات الدراسات.[1][2]

يوجد من هذا الكتاب نسختان مخطوطتان، الأولى في خزانة المتحف العراقي ببغداد تحمل الرقم(9093) وهي ضمن المخطوطات التي إبتاعها المتحف من ورثة عباس العزاوي. أما النسخة الثانية فهي نسخة الباحث كوركيس عواد وهي اليوم ضمن مخطوطات مكتبة الدراسات العليا في كلية الآداب ببغداد تحمل رقم (95) وهي بخط المؤلف وتقع في (335) صفحة تمت كتابتها في 5 شعبان 1333ه‍، وقد أشار إليها الأستاذان عبد الحميد العلوجي وكوركيس عواد في كتابهما: جمهرة المراجع البغدادية ص235.
- الروض النضر في أسماء السادة أهل بدر

قصيدة طويلة تقع في (68) بيتاً نظمها وضمنها أسماء أهل بدر وانجزها في شهر ربيع الآخر سنة 1333ه‍،
```
ومطلع هذه القصيدة:
```

وفيها يقول:
- مجموعة شعرية تحوي بعض القصائد، والمقطوعات.[3]